# 醉迷情人
《醉迷情人》為陳慧琳首張個人粵語大碟，共收錄了10首粵語歌曲和1首國語歌曲。
陳永明當時作為寶麗金監製之一，為了開發陳慧琳的唱片市場，便從郭富城那邊挖角，將雷頌德引入寶麗金，並大力宣傳這張專輯。1995年12月15日於香港正式發售，並於12月21日發行臺灣版。這張專輯是結合當時的全球另類音樂浪潮神遊舞曲和傳統粵語流行曲旋律的一個成功實驗，對香港樂壇很大影響，其中點題歌《醉迷情人》是當時香港樂壇少有的神遊舞曲歌曲，而《誰願放手》更是陳慧琳最經典的情歌作品之一，銷量突破30,000張，奪得IFPI金唱片。

## 唱片版本
- 盒帶版 (香港)
- 香港CD版
- 臺灣CD版

## 曲目
| CD       | CD                           | CD       | CD       | CD       | CD       | CD                                  | CD    |
| 曲序     | 曲目                         |          | 作曲     | 编曲     | 製作人   | 备注                                | 时长  |
| -------- | ---------------------------- | -------- | -------- | -------- | -------- | ----------------------------------- | ----- |
| 1.       | 我要                         | 李樂兒   | 雷頌德   | 雷頌德   | 雷頌德   |                                     | 1:03  |
| 2.       | 唔關你事                     | 周禮茂   | 雷頌德   | 雷頌德   | 雷頌德   | 第二主打                            | 3:32  |
| 3.       | 我的心跟你一樣               | 潘源良   | 雷頌德   | 雷頌德   | 雷頌德   | 國語版本為《把我放在你心上》        | 4:04  |
| 4.       | 人們不會忘記                 | 何秀萍   | 雷頌德   | 雷頌德   | 雷頌德   | 國語版本為《每個人都想愛你》        | 3:22  |
| 5.       | 各有各自變心                 | 李樂兒   | 黃尚偉   | 黃尚偉   | 雷頌德   |                                     | 3:32  |
| 6.       | 醉迷情人（Distorted Affair） | 周禮茂   | 雷頌德   | 雷頌德   | 雷頌德   | 第一主打                            | 3:11  |
| 7.       | Rehearsal                    | 林夕     | 雷頌德   | 雷頌德   | 雷頌德   | 《不知不覺》的Rehearsal版本         | 0:53  |
| 8.       | 誰願放手                     | 阮世生   | 雷頌德   | 雷頌德   | 雷頌德   | 第三主打 國語版本為《你讓我不一樣》 | 3:11  |
| 9.       | 我會掛念你                   | 陳少琪   | 盧冠廷   | 張佳添   | 雷頌德   | 第四主打                            | 3:49  |
| 10.      | 不歡樂小姐                   | 黃偉文   | 雷宇揚   | 金培達   | 雷頌德   |                                     | 4:38  |
| 11.      | 不知不覺                     | 林夕     | 雷頌德   | 雷頌德   | 雷頌德   |                                     | 3:59  |
| 12.      | 一切很美 只因有你（國語版）  | 李姚     | 雷頌德   | 雷頌德   | 雷頌德   |                                     | 3:13  |
| 总时长： | 总时长：                     | 总时长： | 总时长： | 总时长： | 总时长： | 总时长：                            | 38:34 |

## 音樂錄影帶
- 醉迷情人
- 醉迷情人(電視版)
- 唔關你事
- 唔關你事(電視版)
- 誰願放手
- 誰願放手(電視版)
- 我會掛念你
- 我會掛念你 (電視版)
- 一切很美 只因有你（國）(電影片段剪輯)

## 相關網站
陳慧琳官方網站